# Discografia de Linkin Park
A discografia de Linkin Park, uma banda norte-americana, consiste em oito álbuns de estúdio, três álbuns ao vivo, quatro coletâneas, dois álbuns de remixes, três álbuns de trilha sonora, quatro álbuns de vídeo, 12 extended plays (EPs), 47 singles, 20 singles promocionais e 70 videoclipes. O grupo foi formado em Agoura Hills, Califórnia, em 1996 por Mike Shinoda (vocais, teclados, samplers e guitarras), Brad Delson (guitarra) e Rob Bourdon (bateria). Joe Hahn (toca-discos) e Dave Farrell (baixo) foram recrutados mais tarde e, em 1999, Chester Bennington (vocalista principal) se tornou um membro, permanecendo na banda até sua morte em 2017.
Linkin Park ganhou fama internacional em 2000 com seu álbum de estreia Hybrid Theory, que alcançou a segunda posição na Billboard 200 dos Estados Unidos. Foi o sétimo álbum mais vendido da década de 2000, e o disco mais vendido de 2001, sendo certificado como disco de diamante nos Estados Unidos e platina quádrupla na Europa. O quarto single do álbum, "In the End", alcançou a segunda posição na Billboard Hot 100 (a mais alta da carreira do Linkin Park) e permaneceu na parada por 38 semanas. Com vendas na primeira semana de 810 mil unidades, o segundo álbum do Linkin Park, Meteora (2003), estreou na Billboard 200 na primeira posição, tornando-se o terceiro álbum mais vendido do ano.
Em 2007, seu terceiro álbum de estúdio, Minutes to Midnight, também estreou na primeira posição na Billboard 200, vendendo 623 mil cópias na primeira semana. Seu quarto disco, A Thousand Suns (2010), se tornou o terceiro álbum de estúdio do Linkin Park a estrear no topo da Billboard 200, mas suas vendas na primeira semana foram menos da metade do seu antecessor — 240 mil cópias. Living Things veio em seguida em 2012, vendendo 223 mil cópias na primeira semana e se tornando o quarto álbum de estúdio da banda a estrear em primeiro lugar nos Estados Unidos. The Hunting Party (2014) foi seu primeiro álbum desde Meteora a não estrear em primeiro lugar na Billboard 200, estreando em terceiro, enquanto que One More Light (2017) atingiu o topo da parada e foi o último álbum a ser lançado antes da morte de Bennington em julho de 2017 e da saída de Bourdon em 2024. O oitavo álbum de estúdio da banda, From Zero, foi anunciado em 5 de setembro de 2024 e lançado em 15 de novembro de 2024, com a vocalista Emily Armstrong e o baterista Colin Brittain substituindo Bennington e Bourdon, respectivamente.
Linkin Park vendeu 70 milhões de álbuns e 30 milhões de singles em todo o mundo, além de vender mais de 29,4 milhões de álbuns somente em seu país de origem. A banda produziu quatorze singles número um na parada Alternative Airplay ("In the End", "Somewhere I Belong", "Faint", "Numb", "Lying from You", "Breaking the Habit", "What I've Done", "New Divide", "The Catalyst", "Waiting for the End", "Burn It Down", "Lost", "The Emptiness Machine" e "Up from the Bottom"), e é o segundo ato a ter pelo menos dez semanas com três ou mais faixas nessa parada. Dois de seus singles, "Crawling" e "Numb/Encore", renderam à banda dois Grammy Awards. O Linkin Park Underground, o fã-clube oficial da banda, lançou anualmente EPs com faixas raras, demos, gravações ao vivo e remixes até 2016. Desde a morte de Bennington em julho de 2017, a banda não lançou um LPU.

## Álbuns

### Álbuns de estúdio
| Ano  | Título | Posições nas paradas | Posições nas paradas | Posições nas paradas | Posições nas paradas | Posições nas paradas | Posições nas paradas | Posições nas paradas | Posições nas paradas | Posições nas paradas | Posições nas paradas | Posições nas paradas | Posições nas paradas | Posições nas paradas | Posições nas paradas | Posições nas paradas | Posições nas paradas | Posições nas paradas | Certificações    |
| Ano  | Título | EUA                  | AUS                  | NZ                   | UK                   | AUT                  | BEL                  | FIN                  | FRA                  | ALE                  | ITA                  | IRL                  | JAP                  | NOR                  | SUE                  | SUI                  | HOL                  | POR                  | Certificações    |
| ---- | --- | -------------------- | -------------------- | -------------------- | -------------------- | -------------------- | -------------------- | -------------------- | -------------------- | -------------------- | -------------------- | -------------------- | -------------------- | -------------------- | -------------------- | -------------------- | -------------------- | -------------------- | ---------------- |
| 2000 | Hybrid Theory - Lançamento: 24 de outubro de 2000 - Gravadora: Warner Bros. - Formatos: CD, CS, LP                               | 2                    | 2                    | 1                    | 4                    | 2                    | 3                    | 4                    | 17                   | 2                    | 2                    | 6                    | 19                   | 5                    | 4                    | 5                    | 13                   | 2                    | - UK: 6× Platina |
| 2003 | Meteora - Lançamento: 25 de março de 2003 - Gravadora: Warner Bros. - Formatos: CD, LP, Cassete                                  | 1                    | 2                    | 1                    | 1                    | 1                    | 1                    | 2                    | 3                    | 1                    | 1                    | 1                    | 6                    | 1                    | 1                    | 1                    | 2                    | 1                    | - UK: 3× Platina |
| 2007 | Minutes to Midnight - Lançamento: 14 de maio de 2007 - Gravadora: Warner Bros. Machine Shop - Formatos: CD, LP, download digital | 1                    | 1                    | 1                    | 1                    | 1                    | 2                    | 1                    | 1                    | 1                    | 1                    | 1                    | 1                    | 1                    | 1                    | 1                    | 2                    | 3                    | - UK: 2× Platina |
| 2010 | A Thousand Suns - Lançamento: 8 de setembro de 2010 - Gravadora: Warner Bros./Machine Shop - Formatos: CD, LP, Download          | 1                    | 1                    | 1                    | 2                    | 1                    | 4                    | 1                    | 4                    | 1                    | 4                    | 3                    | 2                    | 4                    | 5                    | 1                    | 7                    | 1                    | - UK: Ouro       |
| 2012 | Living Things - Lançamento: 20 de junho de 2012 - Gravadora: Warner Bros./Machine Shop - Formatos: CD, LP, Download              | 1                    | 2                    | 1                    | 1                    | 1                    | 4                    | 1                    | 2                    | 1                    | 5                    | 2                    | 2                    | 5                    | 6                    | 2                    | 1                    | 1                    | - UK: Ouro       |
| 2014 | The Hunting Party - Lançamento: 13 de junho de 2014 - Gravadora: Warner Bros./Machine Shop - Formatos: CD, Download              | 3                    | 3                    | 2                    | 2                    | 2                    | 3                    | 6                    | 3                    | 1                    | 4                    | 6                    | 4                    | 13                   | 27                   | 1                    | 8                    | 1                    | - UK: Ouro       |
| 2017 | One More Light - Lançamento: 19 de maio de 2017 - Gravadora: Warner Bros./Machine Shop - Formatos: CD, Download                  | 1                    | 3                    | 4                    | 4                    | 1                    | 1                    | 2                    | 6                    | 2                    | 4                    | 6                    | 6                    | 8                    | 8                    | 1                    | 5                    | 2                    | - UK: Ouro       |
| 2024 | From Zero - Lançamento: 15 de novembro de 2024 - Gravadora: Warner, Machine Shop - Formatos: CD, cassete, LP, download           | 2                    | 1                    | 1                    | 1                    | 1                    | 1                    | 2                    | 1                    | 1                    | 1                    | 2                    | 11                   | 2                    | 3                    | 1                    | 1                    | 1                    | - UK: Ouro       |

### Álbuns remix
| Ano  | Título | Posições nas paradas | Posições nas paradas | Posições nas paradas | Posições nas paradas | Posições nas paradas | Posições nas paradas | Posições nas paradas | Posições nas paradas | Posições nas paradas | Posições nas paradas | Posições nas paradas | Posições nas paradas | Posições nas paradas | Posições nas paradas | Certificações |
| Ano  | Título | EUA                  | AUS                  | NZ                   | UK                   | DIN                  | BEL                  | FRA                  | ALE                  | JAP                  | HOL                  | NOR                  | SUE                  | SUI                  | POR                  | Certificações |
| ---- | --- | -------------------- | -------------------- | -------------------- | -------------------- | -------------------- | -------------------- | -------------------- | -------------------- | -------------------- | -------------------- | -------------------- | -------------------- | -------------------- | -------------------- | ------------- |
| 2002 | Reanimation - Lançado: 30 de julho de 2002 - Gravadora: Warner Bros. Records (WB #9362483542) - Formatos: CD, DVD-Audio, LP                             | 2                    | 16                   | 8                    | 3                    | 24                   | 12                   | 11                   | 3                    | 32                   | 4                    | 32                   | 18                   | 3                    | —                    | - UK: Platina |
| 2004 | Collision Course (com Jay-Z) - Lançado: 30 de novembro de 2004 - Gravadora: Warner Bros. Records Machine Shop Recordings (WB #48962) - Formatos: CD, LP | 1                    | 8                    | 4                    | 15                   | 7                    | 19                   | 20                   | 5                    | 9                    | 9                    | 1                    | 9                    | 2                    | 4                    | - UK: Platina |
| 2013 | Recharged - Lançado: 29 de outubro de 2013 - Gravadora: Warner Bros. Records - Formatos: CD, LP, download digital                                       | 10                   | 7                    | 9                    | 12                   | 34                   | 30                   | —                    | 4                    | —                    | 34                   | —                    | —                    | 6                    | 20                   | - ALE: Ouro   |

### Álbuns ao vivo
| Ano  | Título | Posições nas paradas | Posições nas paradas | Posições nas paradas | Posições nas paradas | Posições nas paradas | Posições nas paradas | Posições nas paradas | Posições nas paradas | Posições nas paradas | Posições nas paradas | Posições nas paradas | Posições nas paradas | Posições nas paradas | Posições nas paradas | Posições nas paradas | Posições nas paradas | Posições nas paradas | Certificações |
| Ano  | Título | EUA                  | EUA (ALT)            | AUS                  | NZ                   | UK                   | BEL                  | DIN                  | BEL (FLA)            | FRA                  | ALE                  | ITA                  | IRL                  | JAP                  | HOL                  | SUE                  | SUI                  | POR                  | Certificações |
| ---- | --- | -------------------- | -------------------- | -------------------- | -------------------- | -------------------- | -------------------- | -------------------- | -------------------- | -------------------- | -------------------- | -------------------- | -------------------- | -------------------- | -------------------- | -------------------- | -------------------- | -------------------- | ------------- |
| 2003 | Live in Texas - Lançamento: 18 de novembro de 2003 - Gravadora: Warner, Machine Shop - Formato: CD, download digital                             | 23                   | —                    | 18                   | 17                   | 47                   | 11                   | 18                   | 11                   | 8                    | 9                    | 37                   | 67                   | 13                   | 43                   | 45                   | 9                    | 4                    | - UK: Ouro    |
| 2008 | Road to Revolution: Live at Milton Keynes - Lançamento: 24 de novembro de 2008 - Gravadora: Warner, Machine Shop - Formato: CD, download digital | 41                   | 8                    | 24                   | 17                   | 58                   | 47                   | 38                   | 28                   | 12                   | 11                   | 17                   | —                    | 6                    | 54                   | 54                   | 16                   | 2                    | - UK: Prata   |
| 2017 | One More Light Live - Lançamento: 15 de dezembro de 2017 - Gravadora: Warner, Machine Shop - Formato: CD, download digital                       | 28                   | 2                    | 20                   | 32                   | 32                   | 45                   | —                    | 25                   | —                    | 7                    | —                    | —                    | —                    | 10                   | —                    | 7                    | 15                   |               |

### Demo/Extended play
| Ano  | Título                                                                     |
| ---- | -------------------------------------------------------------------------- |
| 1997 | Xero - Tipo: Demo - Gravadora: Independente - Formato: CD                  |
| 1999 | Hybrid Theory - Tipo: EP - Gravadora: Mix Media (MM #346226) - Formato: CD |

### LP Underground (EPs do fã clube oficial)
| Ano  | Título |
| ---- | --- |
| 2001 | Hybrid Theory (relançamento) - Lançamento: 19 de novembro de 2001 - Gravação: 1999                           |
| 2002 | Linkin Park Underground 2.0 - Lançamento: 18 de novembro de 2002 - Gravação: 1999 – 2002                     |
| 2003 | Linkin Park Underground 3.0 - Lançamento: 17 de novembro de 2003 - Gravação: 2003                            |
| 2004 | Linkin Park Underground 4.0 - Lançamento: 22 de novembro de 2004 - Gravação: 2001 – 2004                     |
| 2005 | Linkin Park Underground 5.0 - Lançamento: 21 de novembro de 2005 - Gravação: 2005                            |
| 2006 | Linkin Park Underground 6 - Lançamento: 5 de dezembro de 2006 - Gravação: 2006                               |
| 2007 | Linkin Park Underground 7 - Lançamento: 5 de dezembro de 2007 - Gravação: 2007                               |
| 2008 | Mmm...Cookies - Sweet Hamster Like Jewels from America! - Lançamento: 4 de dezembro de 2008 - Gravação: 2008 |
| 2008 | Songs from the Underground - Lançamento: 28 de novembro de 2008 - Gravação: 1999 – 2008                      |
| 2009 | Linkin Park Underground 9 - Lançamento: 3 de dezembro de 2009 - Gravação: 1998 – 2007                        |
| 2010 | A Decade Underground - Lançamento: 10 de agosto de 2010 - Gravação: 1999 – 2010                              |
| 2010 | Linkin Park Underground X - Lançamento: 17 de novembro de 2010 - Gravação: 1997 – 2009                       |
| 2011 | Linkin Park Underground 11 - Lançamento: 15 de novembro de 2011 - Gravação: 1999 – 2010                      |
| 2012 | Linkin Park Underground 12 - Lançamento: 16 de novembro de 2012 - Gravação: 1999 – 2007                      |
| 2013 | Linkin Park Underground XIII - Lançamento: 18 de novembro de 2013 - Gravação: 2002 – 2013                    |
| 2014 | Linkin Park Underground XIV - Lançamento: 21 de novembro de 2014 - Gravação: 2002 – 2009                     |
| 2015 | Linkin Park Underground 15 - Lançamento: 25 de novembro de 2015 - Gravação: 1998 – 2011                      |
| 2016 | Linkin Park Underground 16 - Lançamento: 21 de novembro de 2016 - Gravação: 2007 – 2015                      |

### Álbum de internet
| Ano  | Título                                                                                            |
| ---- | ------------------------------------------------------------------------------------------------- |
| 2008 | Live from SoHo EP - Lançado: 4 de março de 2008 - Gravadora: iTunes - Formato: CD, iTunes/Digital |

## Singles

### Como artista principal
| 2000                                                              | "One Step Closer"                           | 75  | 5  | 4  | 14 | 4  | 38 | —  | —   | 32 | —  | 57  | —  | —  | 24  | 77  | - UK: Ouro | Hybrid Theory                                  |
| 2001                                                              | "Crawling"                                  | 79  | 5  | 3  | 8  | 33 | 8  | 25 | —   | 14 | 16 | 45  | —  | 37 | 16  | 81  | - UK: Platina | Hybrid Theory                                  |
| 2001                                                              | "Papercut"                                  | —   | 32 | —  | —  | —  | 43 | —  | —   | 49 | 27 | 39  | —  | —  | 14  | —   | - UK: Ouro | Hybrid Theory                                  |
| 2001                                                              | "In the End"                                | 2   | 1  | 3  | 3  | 4  | 6  | 12 | 40  | 13 | 16 | 11  | 5  | 10 | 8   | 21  | - UK: 4× Platina | Hybrid Theory                                  |
| 2002                                                              | "Pts.OF.Athrty"                             | —   | 29 | —  | —  | 44 | 47 | —  | —   | 31 | 25 | 54  | —  | —  | 9   | —   | - UK: Prata | Reanimation                                    |
| 2003                                                              | "Somewhere I Belong"                        | 32  | 1  | 1  | 9  | 13 | 16 | 33 | 32  | 12 | 4  | 14  | 13 | 1  | 10  | —   | - UK: Ouro | Meteora                                        |
| 2003                                                              | "Faint"                                     | 48  | 1  | 2  | —  | 25 | 27 | 44 | —   | —  | 26 | 20  | —  | —  | 15  | —   | - UK: Platina | Meteora                                        |
| 2003                                                              | "Numb"                                      | 11  | 1  | 1  | 2  | 10 | 10 | 48 | 19  | 19 | 16 | 82  | 18 | 13 | 14  | 22  | - UK: 3× Platina | Meteora                                        |
| 2004                                                              | "From the Inside"                           | —   | —  | —  | —  | 37 | 42 | —  | 35  | 35 | —  | —   | —  | 50 | —   | —   | — | Meteora                                        |
| 2004                                                              | "Lying from You"                            | 58  | 1  | 2  | —  | —  | —  | —  | —   | —  | —  | —   | —  | —  | —   | —   | — | Meteora                                        |
| 2004                                                              | "Breaking the Habit"                        | 20  | 1  | 1  | —  | 23 | 43 | —  | 27  | 25 | 46 | 41  | —  | 27 | 39  | —   | - UK: Ouro | Meteora                                        |
| 2004                                                              | "Numb/Encore" (com Jay-Z)                   | 20  | —  | —  | —  | 3  | 3  | 7  | 5   | 4  | 1  | 5   | —  | —  | 14  | 68  | - UK: 3× Platina | Collision Course                               |
| 2007                                                              | "What I've Done"                            | 7   | 1  | 1  | 7  | 13 | 8  | 26 | —   | 4  | 15 | 28  | 3  | 9  | 6   | 3   | - UK: 2× Platina | Minutes to Midnight                            |
| 2007                                                              | "Bleed It Out"                              | 52  | 2  | 3  | —  | 24 | 43 | 72 | —   | 40 | 43 | 79  | —  | 7  | 29  | 5   | - UK: Platina | Minutes to Midnight                            |
| 2007                                                              | "Shadow of the Day"                         | 15  | 2  | 6  | —  | 15 | 6  | 52 | 20  | 12 | —  | —   | —  | 13 | 46  | 12  | - UK: Prata | Minutes to Midnight                            |
| 2008                                                              | "Given Up"                                  | 99  | 4  | 5  | —  | —  | —  | 47 | —   | 53 | —  | —   | —  | —  | —   | 12  | - UK: Prata | Minutes to Midnight                            |
| 2008                                                              | "Leave Out All the Rest"                    | 94  | 11 | 33 | —  | 24 | 17 | —  | —   | 15 | —  | —   | —  | 38 | 90  | 3   | - UK: Prata | Minutes to Midnight                            |
| 2009                                                              | "New Divide"                                | 6   | 1  | 1  | 1  | 3  | 2  | 51 | —   | 4  | 21 | 68  | 19 | 2  | 19  | 50  | - UK: Ouro | Transformers: Revenge of the Fallen            |
| 2010                                                              | "The Catalyst"                              | 27  | 1  | 16 | 1  | 33 | 18 | 6  | —   | 11 | —  | 95  | —  | 27 | 40  | 27  | - EUA: Ouro | A Thousand Suns                                |
| 2010                                                              | "Waiting for the End"                       | 42  | 1  | —  | 2  | —  | 34 | 20 | —   | 29 | —  | —   | —  | —  | 90  | 26  | - EUA: Platina | A Thousand Suns                                |
| 2011                                                              | "Burning In The Skies"                      | —   | —  | —  | —  | —  | 35 | —  | —   | 43 | —  | —   | —  | —  | —   | 35  | — | A Thousand Suns                                |
| 2011                                                              | "Iridescent"                                | 81  | 21 | —  | 29 | 39 | 52 | —  | —   | 46 | —  | —   | —  | —  | 93  | —   | - EUA: Ouro | A Thousand Suns                                |
| 2012                                                              | "Burn It Down"                              | 30  | 1  | 1  | 1  | 41 | 10 | 6  | 47  | 2  | 43 | 60  | 11 | 13 | 27  | 8   | - UK: Ouro | Living Things                                  |
| 2012                                                              | "Lost in the Echo"                          | 95  | 12 | 7  | 10 | —  | —  | 83 | 150 | 68 | —  | —   | —  | —  | 175 | —   | - EUA: Ouro | Living Things                                  |
| 2012                                                              | "Powerless"                                 | —   | —  | —  | —  | —  | —  | —  | —   | —  | —  | —   | —  | —  | —   | —   | — | Living Things                                  |
| 2012                                                              | "Castle of Glass"                           | —   | 16 | —  | 32 | —  | 2  | —  | 166 | 10 | —  | —   | 20 | —  | —   | —   | - UK: Prata | Living Things                                  |
| 2013                                                              | "A Light That Never Comes" (com Steve Aoki) | 65  | 7  | —  | 11 | 56 | 21 | —  | 81  | 8  | 72 | —   | 30 | —  | 34  | —   | — | Recharged                                      |
| 2014                                                              | "Guilty All the Same" (com Rakim)           | 117 | 21 | 1  | 19 | —  | 48 | —  | 116 | 32 | —  | —   | —  | —  | 138 | —   | — | The Hunting Party                              |
| 2014                                                              | "Until It's Gone"                           | 115 | 19 | 17 | 17 | 58 | 33 | —  | 104 | 24 | —  | —   | —  | —  | 78  | —   | — | The Hunting Party                              |
| 2014                                                              | "Wastelands"                                | —   | —  | —  | —  | 71 | —  | —  | —   | —  | —  | —   | —  | —  | —   | —   | — | The Hunting Party                              |
| 2014                                                              | "Rebellion"                                 | —   | —  | 15 | —  | —  | —  | —  | —   | —  | —  | —   | —  | —  | —   | —   | — | The Hunting Party                              |
| 2014                                                              | "Final Masquerade"                          | 115 | 32 | 35 | —  | 43 | 65 | 44 | 45  | 70 | —  | —   | 34 | 30 | 106 | 22  | — | The Hunting Party                              |
| 2017                                                              | "Heavy" (com Kiiara)                        | 45  | 22 | —  | 2  | 33 | 9  | 4  | 112 | 12 | 70 | 100 | 59 | 35 | 43  | 57  | - UK: Prata | One More Light                                 |
| 2017                                                              | "Talking to Myself"                         | 109 | —  | —  | 13 | —  | 52 | —  | 181 | 73 | —  | —   | —  | —  | —   | 79  | — | One More Light                                 |
| 2017                                                              | "One More Light"                            | 104 | 23 | 4  | 6  | 85 | 35 | —  | 111 | 51 | —  | —   | 79 | —  | —   | 61  | - UK: Ouro | One More Light                                 |
| 2020                                                              | "She Couldn't"                              | —   | —  | —  | 47 | —  | —  | —  | —   | —  | —  | —   | —  | —  | —   | —   | — | Hybrid Theory (edição comemorativa de 20 anos) |
| 2023                                                              | "Lost"                                      | 38  | 1  | 1  | 4  | 49 | 9  | —  | 143 | 5  | 51 | 98  | —  | —  | 18  | 59  | - FRA: Ouro | Meteora (edição comemorativa de 20 anos)       |
| 2023                                                              | "Fighting Myself"                           | 122 | —  | —  | 14 | —  | 60 | —  | —   | 41 | —  | —   | —  | —  | 81  | —   | — | Meteora (edição comemorativa de 20 anos)       |
| 2024                                                              | "Friendly Fire"                             | —   | 2  | 1  | 13 | —  | 62 | —  | 197 | 40 | —  | —   | —  | —  | —   | 143 | — | Papercuts (Singles Collection 2000–2023)       |
| 2024                                                              | "Qwerty"                                    | —   | —  | —  | —  | —  | —  | —  | —   | —  | —  | —   | —  | —  | —   | —   | — | Papercuts (Singles Collection 2000–2023)       |
| 2024                                                              | "The Emptiness Machine"                     | 21  | 1  | 1  | 3  | 27 | 1  | 14 | 12  | 1  | 16 | 15  | 34 | 18 | 4   | 1   | - ALE: Platina - AUS: Platina - CAN: Platina - FRA: Platina - ITA: Ouro - POR: 2× Platina - SUI: Platina - UK: Prata | From Zero                                      |
| 2024                                                              | "Heavy Is the Crown"                        | 79  | 6  | 1  | 12 | 18 | 23 | 43 | 33  | 4  | 49 | 51  | 81 | —  | 18  | 10  | - AUS: Ouro - CAN: Ouro - FRA: Ouro - POR: Ouro - SUI: Ouro - UK: Prata                                              | From Zero                                      |
| 2024                                                              | "Over Each Other"                           | —   | —  | —  | 24 | —  | 9  | —  | 159 | 11 | —  | —   | —  | —  | 57  | 50  | — | From Zero                                      |
| 2024                                                              | "Two Faced"                                 | —   | —  | —  | —  | —  | —  | 49 | —   | 5  | 68 | 51  | 82 | —  | 22  | 30  | — | From Zero                                      |
| 2025                                                              | "Up from the Bottom"                        | —   | 1  | 1  | 15 | —  | 7  | 35 | 80  | 6  | —  | 82  | 68 | —  | 42  | 53  | — | From Zero (Deluxe Edition)                     |
| 2025                                                              | "Unshatter"                                 | —   | —  | —  | 38 | —  | 61 | —  | —   | 63 | —  | —   | —  | —  | —   | —   | — | From Zero (Deluxe Edition)                     |
| "—" denota singles lançados que não entraram nas paradas musicais |                                             |     |    |    |    |    |    |    |     |    |    |     |    |    |     |     | |                                                |

### Como artista convidado
| Ano  | Título                                             | Posições nas paradas | Posições nas paradas | Posições nas paradas | Posições nas paradas | Posições nas paradas | Posições nas paradas | Posições nas paradas | Posições nas paradas | Posições nas paradas | Álbum          |
| Ano  | Título                                             | EUA                  | CAN                  | UK                   | IRL                  | ALE                  | NOR                  | SUE                  | AUS                  | NZ                   | Álbum          |
| ---- | -------------------------------------------------- | -------------------- | -------------------- | -------------------- | -------------------- | -------------------- | -------------------- | -------------------- | -------------------- | -------------------- | -------------- |
| 2008 | "We Made It" (Busta Rhymes feat. Linkin Park)      | 65                   | 40                   | 10                   | 12                   | 11                   | 10                   | 24                   | 37                   | 13                   | Blessed        |
| 2015 | "Darker Than Blood" (Steve Aoki feat. Linkin Park) | —                    | —                    | —                    | —                    | —                    | —                    | —                    | —                    | —                    | Neon Future II |

### Outras canções nas paradas
| Ano  | Canção                                | Melhor posição | Melhor posição | Melhor posição | Melhor posição | Melhor posição | Melhor posição | Melhor posição | Álbum                        |
| Ano  | Canção                                | EUA Alt.       | EUA Main.      | EUA Hot Rock.  | FRA            | ALE            | UK             | UK Rock        | Álbum                        |
| ---- | ------------------------------------- | -------------- | -------------- | -------------- | -------------- | -------------- | -------------- | -------------- | ---------------------------- |
| 2002 | "Runaway"                             | 40             | 37             | —              | —              | —              | —              | —              | Hybrid Theory                |
| 2010 | "Blackbirds"                          | —              | —              | —              | —              | —              | —              | 21             | A Thousand Suns              |
| 2010 | "Blackout"                            | —              | —              | —              | —              | —              | —              | 28             | A Thousand Suns              |
| 2011 | "Rolling in the Deep" (cover)         | —              | —              | —              | —              | —              | 42             | 1              | iTunes Festival: London 2011 |
| 2012 | "In My Remains"                       | —              | —              | —              | 151            | 83             | —              | 10             | Living Things                |
| 2012 | "I'll Be Gone"                        | —              | —              | —              | —              | —              | —              | 26             | Living Things                |
| 2012 | "Lies Greed Misery"                   | —              | —              | —              |                | —              | —              | 37             | Living Things                |
| 2014 | "All for Nothing" (com Page Hamilton) | —              | —              | —              | —              | —              | —              | 23             | The Hunting Party            |
| 2017 | "Nobody Can Save Me"                  | —              | —              | 37             | —              | —              | —              | —              | One More Light               |
| 2017 | "Good Goodbye"                        | —              | —              | 15             | 173            | 65             | —              | —              | One More Light               |
| 2017 | "Battle Symphony"                     | —              | —              | 11             | —              | 95             | —              | —              | One More Light               |
| 2017 | "Invisible"                           | —              | —              | 32             | —              | —              | —              | —              | One More Light               |

## Videografia

### Álbuns de vídeo
| Ano  | Título                                    | Detalhes |
| ---- | ----------------------------------------- | --- |
| 2001 | Frat Party at the Pankake Festival        | - Lançamento: 20 de novembro de 2001 - Gravadora: Warner, Machine Shop - Formato: DVD, VHS                  |
| 2003 | Live in Texas                             | - Lançamento: 18 de novembro de 2003 - Gravadora: Warner, Machine Shop - Formato: DVD                       |
| 2004 | Collision Course (com Jay-Z)              | - Lançamento: 30 de novembro de 2004 - Gravadora: Warner, Machine Shop, Def Jam, Roc-A-Fella - Formato: DVD |
| 2008 | Road to Revolution: Live at Milton Keynes | - Lançamento: 24 de novembro de 2008 - Gravadora: Warner, Machine Shop - Formato: DVD                       |

### Videoclipes
| Ano  | Título                                 | Diretor(es)                      |
| ---- | -------------------------------------- | -------------------------------- |
| 2000 | "One Step Closer"                      | Gregory Dark                     |
| 2001 | "Crawling"                             | The Brothers Strause             |
| 2001 | "Papercut"                             | Nathan "Karma" Cox & Joe Hahn    |
| 2001 | "In the End"                           | Nathan "Karma" Cox               |
| 2001 | "Points of Authority"                  | Nathan "Karma" Cox               |
| 2002 | "Pts.of.Athrty"                        | Joe Hahn                         |
| 2002 | "Enth E Nd"                            | Jason Goldwatch                  |
| 2002 | "Frgt/10"                              | Joshua Cordes/Moneyshots         |
| 2002 | "P5hng Me A*wy"                        | Scott Patton                     |
| 2002 | "Kyur4 Th Ich"                         | Joe Hahn                         |
| 2003 | "Somewhere I Belong"                   | Joe Hahn                         |
| 2003 | "Faint"                                | Mark Romanek                     |
| 2003 | "Numb"                                 | Joe Hahn                         |
| 2004 | "From the Inside"                      | Joe Hahn                         |
| 2004 | "Breaking the Habit"                   | Joe Hahn                         |
| 2004 | "Breaking the Habit" (5.28.04 3:37 PM) | Kimo Proudfoot                   |
| 2004 | "Lying from You"                       | Kimo Proudfoot                   |
| 2004 | "Numb/Encore"                          | Joe DeMaio & Kimo Proudfoot      |
| 2007 | "What I've Done"                       | Joe Hahn                         |
| 2007 | "Bleed It Out"                         | Joe Hahn                         |
| 2008 | "Shadow of the Day"                    | Joe Hahn                         |
| 2008 | "Given Up"                             | Mark Fiore & Linkin Park         |
| 2008 | "We Made It"                           | Chris Robinson                   |
| 2008 | "Leave Out All the Rest"               | Joe Hahn                         |
| 2009 | "New Divide"                           | Joe Hahn                         |
| 2010 | "Not Alone"                            | Bill Boyd                        |
| 2010 | "The Catalyst"                         | Joe Hahn                         |
| 2010 | "Waiting for the End"                  | Joe Hahn                         |
| 2011 | "Burning in the Skies"                 | Joe Hahn                         |
| 2011 | "Iridescent"                           | Joe Hahn                         |
| 2012 | "Burn It Down"                         | Joe Hahn                         |
| 2012 | "Lost in the Echo"                     | Jason Zada                       |
| 2012 | "Castle of Glass"                      | Drew Stauffer & Jerry O'Flaherty |
| 2013 | "A Light That Never Comes"             | Joe Hahn                         |
| 2014 | "Until It's Gone"                      | Joe Hahn                         |
| 2014 | "Final Masquerade"                     | Mark Pellington                  |
| 2017 | "Heavy"                                | Tim Mattia                       |
| 2017 | "Good Goodbye"                         | Isaac Rentz                      |
| 2017 | "Talking to Myself"                    | Mark Fiore                       |
| 2017 | "One More Light"                       | Joe Hahn & Mark Fiore            |
| 2023 | "Lost"                                 | Maciej Kuciara & pplpleasr       |
| 2024 | "Friendly Fire"                        | Mark Fiore                       |
| 2024 | "The Emptiness Machine"                | Joe Hahn                         |
| 2024 | "Heavy Is the Crown"                   | Eddy.tv                          |
| 2024 | "Over Each Other"                      | Joe Hahn                         |
| 2024 | "Two Faced"                            | Joe Hahn                         |
| 2025 | "Up from the Bottom"                   | Joe Hahn                         |

### Videoclipescovers
| Título                | Banda/Artista que a criou |
| --------------------- | ------------------------- |
| "It's Goin' Down"     | The X-Ecutioners          |
| "The Way You Like It" | Adema                     |
| "Home Sweet Home"     | Mötley Crüe               |
| "The Festival Song"   | Good Charlotte            |
| "Endure"              | Nonpoint                  |
| "Same Direction"      | Hoobastank                |
| "The Winter"          | Apathy                    |
| "Kick the Bass"       | Julien-K                  |
| "Best You Can"        | Tha Liks                  |

### Vídeo-letras
| Ano  | Canção                                 | Álbum             |
| ---- | -------------------------------------- | ----------------- |
| 2010 | "The Catalyst"                         | A Thousand Suns   |
| 2010 | "Waiting for the End"                  | A Thousand Suns   |
| 2010 | "Blackout"                             | A Thousand Suns   |
| 2010 | "Burning in the Skies"                 | A Thousand Suns   |
| 2012 | "Burn it Down"                         | Living Things     |
| 2012 | "Lies Greed Misery"                    | Living Things     |
| 2012 | "Lost in the Echo"                     | Living Things     |
| 2013 | "A Light that Never Comes"             | Recharged         |
| 2014 | "Guilty All the Same" (com Rakim)      | The Hunting Party |
| 2014 | "Until it's Gone"                      | The Hunting Party |
| 2014 | "Wastelands"                           | The Hunting Party |
| 2014 | "Rebellion" (com Daron Malakian)       | The Hunting Party |
| 2014 | "Final Masquerade"                     | The Hunting Party |
| 2015 | "Darker Than Blood"                    | Neon Future II    |
| 2016 | "In The End"                           | Hybrid Theory     |
| 2017 | "Heavy" (com Kiiara)                   | One More Light    |
| 2017 | "Battle Symphony"                      | One More Light    |
| 2017 | "Good Goodbye" (com Pusha T e Stormzy) | One More Light    |
| 2017 | "Invisible"                            | One More Light    |
| 2017 | "One More Light"                       | One More Light    |
| 2017 | "Talking to Myself"                    | One More Light    |

## Trilhas sonoras
| Filme                                           | Ano  | Canção                                         | Gravadora               |
| ----------------------------------------------- | ---- | ---------------------------------------------- | ----------------------- |
| Dracula 2000                                    | 2000 | "One Step Closer"                              | Sony                    |
| Little Nicky                                    | 2000 | "Point of Authority"                           | Maverick                |
| Valentine                                       | 2001 | "Pushing Me Away"                              | Warner Bros.            |
| Das Experiment                                  | 2001 | "One Step Closer"                              |                         |
| The One                                         | 2001 | "Papercut"                                     | Warner Bros.            |
| The Matrix Reloaded                             | 2003 | "Session"                                      | Warner Bros./Maverick   |
| Miami Vice                                      | 2006 | "Numb/Encore"                                  | Warner Bros.            |
| Transformers                                    | 2007 | "What I've Done"                               | Warner Bros.            |
| Twilight                                        | 2008 | "Leave Out All The Rest"                       | Chop Shop/Atlantic      |
| Transformers: Revenge of the Fallen             | 2009 | "New Divide"                                   | Warner Bros.            |
| Transformers: Revenge of the Fallen – The Score | 2009 | "N.E.S.T." ("New Divide")                      | Warner Bros.            |
| Transformers: Dark of the Moon                  | 2011 | "Iridescent"                                   | Reprise Records         |
| S.W.A.T.: Firefight                             | 2011 | "Figure.09"                                    | Warner Bros.            |
| Underworld: Awakening                           | 2012 | "Blackout" (Renholdër Remix)                   | Lakeshore Entertainment |
| Abraham Lincoln: Vampire Hunter                 | 2012 | "Powerless"                                    | Warner Bros.            |
| Red 2                                           |      | "Given Up"                                     | Warner Bros.            |
| Need For Speed - O Filme                        | 2014 | "Roads Untraveled"                             | Warner Bros.            |
| Os Mercenários 3                                | 2014 | "A Light That Never Comes" (Rick Rubin Reboot) | Warner Bros.            |

## Videogames
| Canção                                  | Jogo                             |
| --------------------------------------- | -------------------------------- |
| "A Place for My Head"                   | ESPN X Games Skateboarding       |
| "Somewhere I Belong"                    | NBA All-Star Game                |
| "No More Sorrow"                        | Guitar Hero III: Legends of Rock |
| "What I've Done"                        | Guitar Hero World Tour           |
| "The Catalyst"                          | Medal of Honor                   |
| "Bleed It Out"                          | Guitar Hero: Warriors of Rock    |
| "Blackout"                              | FIFA 11                          |
| "Lies Greed Misery" "Castle of Glass"   | Medal of Honor: Warfighter       |
| "All for Nothing (Feat. Page Hamilton)" | Pro Evolution Soccer 2015        |
| "Battle Symphony"                       | Pro Evolution Soccer 2018        |
| "Numb"                                  | Just Dance 2023 Edition          |